# 金义新区
金义新区，原规划称金义都市新区，即原金东经济开发区，是中华人民共和国浙江省金华市正在开发中的新区，前身为2003年金华金三角经济开发区，2020年升格为省级新区，位于金华市区与义乌市区之间，地处长三角经济圈和海峡西岸经济区交汇点。

## 历史
2003年3月金华市建立了金华金三角经济开发区，2006年改名为金东经济开发区，并升格为省级经济开发区。2011年3月2日，浙江省新一版《城镇体系规划》提出要在浙中建设金华-义乌都会区。次年4月5日，金华市政府即在《金华日报》上发表了建设“金义都市新区”的规划。2015年，区域地处浙江省中心腹地，离义乌市区20公里，距金华市区30公里，交通区位优势明显，产业以物流为特色，主导产业是新能源、新材料、先进装备制造等新兴战略性产业，2015年人口有15万，其中常住人口9.5万，外来人口5.5万。
2020年5月18日，浙江省人民政府批复同意设立金华金义新区，金义新区成为继杭州钱塘新区、宁波前湾新区、绍兴滨海新区、湖州南太湖新区后，浙江省人民政府设立的第五个省级新区。